# Rudolf Petersen
Pour les articles homonymes, voir Petersen.
Rudolf Hieronymus Petersen, né le 30 décembre 1878 à Hambourg et mort le 10 septembre 1962 à Wentorf bei Hamburg, est un homme d'affaires et homme politique allemand puis ouest-allemand membre de l'Union chrétienne-démocrate d'Allemagne (CDU).

## Biographie
Il est premier bourgmestre de Hambourg entre le 15 mai 1945 et le 22 novembre 1946, choisi par les autorités militaires britanniques.

### Famille
Son grand père Carl Friedrich Petersen et frère aîné Carl Wilhelm ont été premier bourgmestre de Hambourg. Son petit-fils Mathias est président du SPD de Hambourg entre 2004 et 2007.